# لوح فشرده

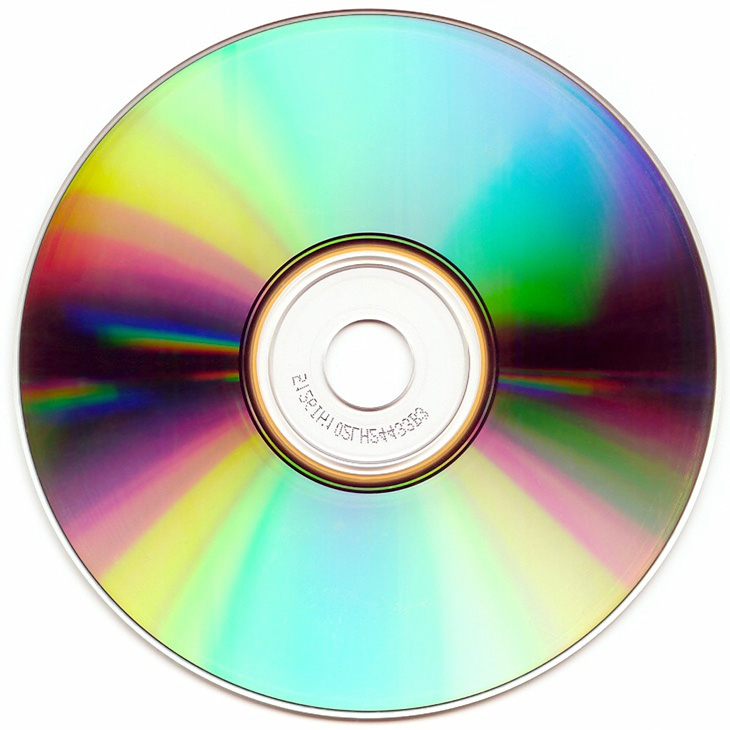
لوح فشرده (سی دی)

لوح فشرده یا سی‌دی (به انگلیسی: Compact disc) یک نوع از لوح نوری است که برای ذخیره‌کردن داده‌های دیجیتالی به کار می‌رود. لوح فشرده در اصل برای کار با آواهای دیجیتالی شده، اختراع شده‌بود و همچنین به عنوان ابزار ذخیره و انبارش داده‌ها یا همان لوح فشرده فقط خواندنی (سی‌دی رام CD-ROM) هم استفاده می‌شود.
ابزاری که توانایی خواندن سی‌دی رام را دارند امروزه از اجزاء استاندارد رایانه‌های شخصی بشمار می‌روند. روی‌هم‌رفته لوح‌های فشردهٔ آوایی با لوح‌های فشرده فقط-خواندنی تمایز دارند و لوح‌نوازهایی (CD players) که برای شنیدن آوا درست شده‌اند نمی‌توانند داده‌هایی که بر روی سی‌دی رام انبار شده را درست بفهمند، گرچه رایانه‌های شخصی معمولاً می‌توانند لوح صوتی را هم بنوازند.
این ابزار توسط شرکت‌های فیلیپس و سونی توسعه‌یافت و در ۱۹۸۲ منتشر شد.
آمار فروش لوح فشرده در سال ۲۰۰۷ به بیش از ۲۰۰ میلیارد لوح می‌رسد
لازم است ذکر شود که بازی‌های پلی‌استیشن و اکس‌باکس هم روی لوح فشرده هستند.

## تاریخچه
این نوع دیسک اولین بار در سال ۱۹۷۹ میلادی(۱۳۵۷ هجری شمسی) توسط شرکت فیلیپس و سونی به عنوان دیسک نوری برای ذخیره موسیقی* cda معرفی شد. پس از یک سال کار مداوم پیشرفت زیادی در کیفیت صدا و حجم ذخیره شده به وجود آمد و درسال ۱۹۸۱ اولین محصول این نوع لوح با محتوی «سمفونی آلپ» ساخته ریچارد اشتراوس در کشور آلمان ساخته و عرضه گردید و در برنامه «جهان فردا» شرکت BBC پخش شد.
هرچند ساخت لوح فشرده ابتدا به عنوان پخش صوت ابداع شده بود ولی در سال ۱۹۸۵ لوح رایانه‌ای CD-ROM و در سال ۱۹۹۰ CD-Rcordable برای ذخیره اطلاعات و داده‌ها ساخته شد.
مخترع CD یا لوح فشرده یا compact disc نوریو اوگا بود که در سال ۱۹۸۲ به ریاست شرکت سونی رسید و در سن ۸۱ سالگی در سال ۲۰۱۱ درگذشت.

## مشخصات فنی

A لایه پلی کربنات
B لایه براق منعکس‌کننده آلومنیوم
C لایه محافظ لاکی
D لایه تزئینی چاپی

لوح همان‌طور که در شکل نشان داده‌شده به‌طور عمده از چهار لایه تشکیل شده‌است. پلاستیک پلی‌کربنات با روکش نازکی از آلومینیوم با خلوص بالا (Super Purity Aluminium) با غشاء محافظت کننده‌ای از جنس لاک. سی‌دی‌های استاندارد ۱۲۰ میلی‌متر دارای ظرفیت برابر ۷۴ دقیقه موسیقی یا ۶۵۰-MB اطلاعات هستند. (در نسخه‌های جدید تر تا ۷۰۰ مگابایت).
سی‌دی دارای دو استاندارد برای ذخیره اطلاعات به صورت کتابچه قرمز (Red Book) برای سی‌دی صوتی و استاندارد کتابچه زرد (Yellow Book) برای سی‌دی‌رام (CD-ROM) است. اطلاعات درون CD به صورت شیارهای حلزونی شکل و مارپیچ ذخیره می‌شود(Pit)، برای بازیابی اطلاعات از زیرکانال‌هایی (subchannelهایی) که متناظر با بیت‌های هر دیسک است استفاده می‌شود. کانال‌های موجود در سی‌دی عبارت اند از P Q R S T U V W و متناظر با آن BITهای ۷ ۶ ۵ ۴ ۳ ۲ ۱ ۰ قرار دارند که در بازیابی از یک سی‌دی هد R/W را هدایت می‌کند تا به اطلاعات مورد نظر در دیسک دسترسی پیدا کند، علاوه بر آن خط و شیارهای (Trackهای) موجود در سی‌دی صوتی باعث می‌شود برای انتخاب هر شیار موسیقی هد R/W به صورت دستیابی مستقیم و بدون طی کردن کل دیسک به شیار مربوط دست پیدا کند.

## شکل ظاهری

انواع اندازه لوح‌ها

اولین نوع از دیسک نوری برای ذخیره اطلاعات دیجیتال و رسانه‌ای توسعه یافته برای ذخیره موسیقی دیجیتال، دارای ابعاد استاندار، به قطر ۱۲۰ میلی‌متر و ضخامت ۱٫۲ میلی‌متر، ساخته شده و ظرفیت ضبط صدای آن ۷۰–۸۰ دقیقه است و ۶۵۰ الی ۷۰۰ مگابایت داده را نگهداری می‌کند. امروزه لوح‌هایی با اندازه‌های دیگر ساخته شده‌است.
| اندازه              | ذخیره صدا | ذخیره داده | نوع                  |
| ------------------- | --------- | ---------- | -------------------- |
| ۱۲۰ mm              | 74–99 min | ۶۵۰–۸۷۰ MB | Standard size        |
| ۸۰ mm               | 21–24 min | 185–210 MB | Mini-CD size         |
| ۸۵x54 mm - 86x64 mm | ~۶ min    | ۱۰–۶۵ MB   | "Business card" size |

## انواع
- Audio CD: همان‌طور که گفته شد در سال ۱۹۸۰ توسط شرکت سونی و فیلیپس برای اولین بار ساخته شد؛ و به‌علت رنگ پوشش آن به Red Book مشهور شد.
- Super Audio CD: که وضوح بالاتری نسبت به لوح صوتی معمولی دارد.
- (Video CD (VCD:برای ذخیره‌سازی استانداردهای ویدیوئی ساخته شده‌است.
- Enhanced CD: یا CD-plus
- Bootable CD: یا Live CD که دارای توانائی نصب برنامه سیستم عامل است.

انواعی که قابلیت نوشتن داده و چاپ روی سی دی را دارند:
- Printdable CD

انواعی که قابلیت نوشتن داده یا دوباره‌نویسی را دارند:
- Recordable CD
- لوح فشرده ویرایش‌شونده